# Terminals Cycle

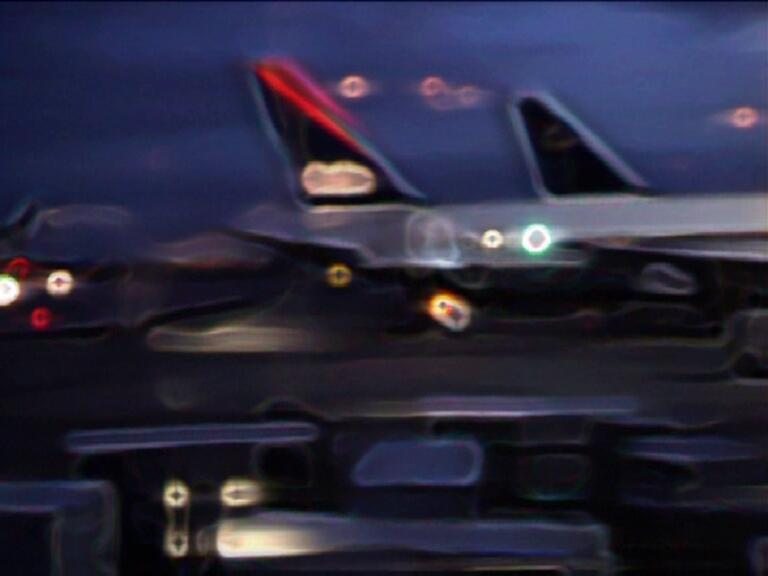
Terminal at Last; Standbild 2003

Der Terminals Cycle ist ein Videokunst-Projekt von Tim White-Sobieski. Er besteht aus fünf Ein-Kanal-Videos, die von 2001 bis 2003 aufgenommen wurden und historische, aktuelle und abstrakte Themen behandeln. Die einzelnen Videos sind:
- Terminal I  (Day At The Airport), 2001–2002
- Terminal II  (Terminal At Night, alias Flight In The Night), 2002–2003
- Terminal III (Terminal Dream), 2003
- Terminal IV (On The Wing), 2003
- Terminal V (Terminal At Last alias  Terminal Heart), 2003

Der Film entstand innerhalb von drei Jahren auf analogem sowie digitalem Filmmaterial und hat die Terroranschläge am 11. September 2001 in New York City als Hauptgegenstand, bei denen das Atelier des Künstlers zerstört wurde. Terminals Cycle wurde als Videoinstallation unter anderem in Ausstellungen in den Vereinigten Staaten, Spanien, Frankreich, Deutschland, Japan, Dänemark, Norwegen und Italien gezeigt sowie in mehr als 40 Publikationen erwähnt.

## Terminals

### Terminal I (Day At The Airport)

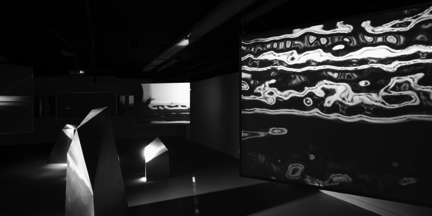
Tim White-Sobieski, Terminal I (Day At The Airport), Ausstellungsansicht, 2001–2002

Terminal I ist ein Ein-Kanal-Video mit separater Ton-Installation und zeigt Bilder des Flughafens Charles de Gaulle sowie abstrakte Animationen, die Meereswellen ähneln. Das Sounddesign besteht ebenfalls aus Meeresrauschen im Stil von Ambient-Musik.

### Terminal II (Terminal At Night)

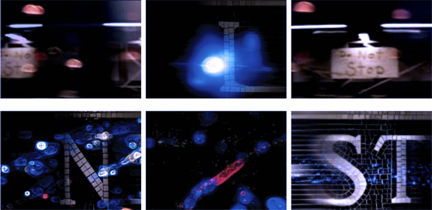
Tim White-Sobieski, Terminal II (Terminal At Night), Standbilder, 2002

Terminal II entstand unter dem Eindruck der 9/11-Ereignisse in New York und enthält Aufnahmen der U-Bahn-Station Cortland in der Bronx sowie Luftaufnahmen der Stadt, wodurch der Künstler dem Projekttitel eine weitere Bedeutung geben wollte. Dem historischen Bezugspunkt zum Trotz entstand ein Film von lyrischer, friedlicher Ästhetik.

### Terminal III (Terminal Dream)

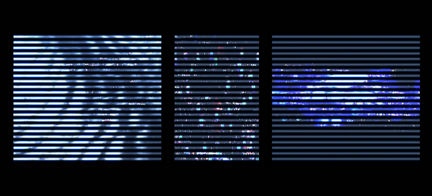
Tim White-Sobieski, Terminal 3, (Terminal Dream), Drei-Kanal-Video als LED-Installation auf Röhrenleinwand, 2003

Terminal III widmet sich stärker der Videokomposition und -bearbeitung und zeigt einige technische Neuerungen in der Animation. Die Serienaufnahmen erinnern an die Ästhetik Eadweard Muybridges.

### Terminal IV (On The Wing)

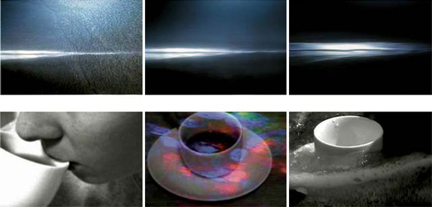
Tim White-Sobieski, Terminal IV (On The Wing), Standbilder, 2003

Terminal IV ist eine Weiterentwicklung der philosophischen und hochintellektuellen Videoprojekte von Tim White-Sobieski und mit ihnen durch die gleichen ästhetischen Ideen verbunden. Das Video soll ein breites Spektrum zwischen Spiritualität und Sinnlichkeit zeigen, wobei inhaltlich die einfachen Dinge des Lebens, außerdem Reife, Gleichgewicht und Freiheit gezeigt werden sollen.

### V Terminal (Terminal Heart)

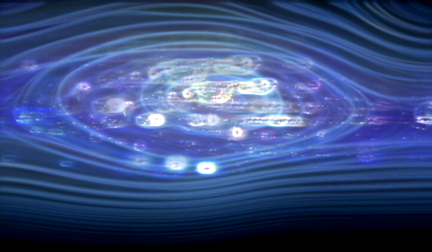
Tim White-Sobieski, Terminal V (Cœur Terminal); Standbild 2003

Terminal V ist als Kaleidoskop aus Tag- und Nachtaufnahmen konzipiert und soll das menschliche Herz als eine Art Terminal zeigen, in dem sich alle körperlichen Übergänge, so wie Abreisen und Ankünfte, abspielen. Ein pulsierendes Rot durchdringt die Ansichten eines Flughafens, Bilder und Schatten von Transporten und Menschen bewegen sich von oben nach unten sowie von links nach rechts durchs Bild.
Terminal Heart war Teil der DVD-Veröffentlichung „Talents – The Art Video Collection“.

## Produktion
Die fünf Videos bestehen aus insgesamt 30.000 handgemalten Einzelbildern, die später digitalisiert und als Endlosschleifen auf DVD vervielfältigt wurden. Verantwortlich waren die SAVVA Studios. Als Hintergrundmusik wurde Brian Enos Album Drawn From Life verwendet. Die komplette Serie wurde 2003 in einer limitierten Auflage von 50 DVD-Sets veröffentlicht und erstmals in der Pilar-Parra-Galerie in Madrid gezeigt.

## Bedeutung
Der Künstler begründet seinen Ansatz auf dem Gleichnis vom barmherzigen Samariter, der die Nächstenliebe thematisiert. Im 17. Jahrhundert, inmitten des tief greifenden sozialen Wandels, stellte René Descartes das Konzept des Dualismus von Geist und Körper vor. Heute sind wir in der Dichotomie, in der Descartes vor langer Zeit die Trennung von Geist und Körper verkündete, gefangen. Wir können jedoch nicht von den Beziehungen zu anderen getrennt leben. Tim White-Sobieski versucht, eine intensivere Kommunikation mit dem Umfeld und der Familie herzustellen. Er plädiert für Versöhnung und tritt dafür ein, Abschiede zu akzeptieren und neue Ankömmlinge willkommen zu heißen – insbesondere in Anbetracht der durch Katastrophen und Erschütterungen demonstrierten Vergänglichkeit des Menschen.
Terminals beschäftigt sich dabei auch mit der spirituellen Dimension des Menschen. Die Konfrontation mit Katastrophen oder tödlichen Krankheiten kann ein Impuls für geistige Weiterentwicklung sein. Die Umgebung eines Flughafens wird zum Symbol, sie hinterlässt Eindrücke, die die eigene Spiritualität in Zeiten von Elend und Verzweiflung bereichern oder vermindern.

## Ausstellungen
Das Projekt wurde an folgenden Orten ausgestellt:
- Palais de Cristal, Madrid (Spanien)
- Centro de Arte Alcobendas, Madrid (Spanien)
- Colección Aena De Arte Contemporáneo, Madrid (Spanien)
- Fundación Luis Seoane, A Coruña (Spanien)
- Galerie Folin/Riva, New York (USA)
- Haus der Kulturen der Welt Berlin[3]
- Hochschule für Bildende Künste Braunschweig
- Olivier Houg Galerie, Lyon (Frankreich)
- Biennale de Lyon, Lyon (Frankreich)
- Museo de Bellas Artes de Santander, Santander (Spanien)
- Palais de Tokyo, Paris (Frankreich), 2006
- PHotoEspaña, Madrid (Spanien), 2003
- Pilar Parra Galería de Arte, Madrid (Spanien), 2003
- Wilhelm-Hack-Museum, Ludwigshafen, 2006

## Bibliographie
2006
1. Ulrike Lehmann: Abstract art now – Floating Forms – Ausstellungskatalog, Wilhelm-Hack-Museum, Ludwigshafen
2. VIDEOARCH – Ausstellungskatalog mit Texten von: Lorenzo Dellai, Ugo Bazzanella, Carmen Chiomento, Mariella Rossi
3. Berta Sichel: Tim White-Sobieski, Video, In: ART.ES Magazine Ausgabe 12/13
4. La gran apuesta de Artium – La obra maestra desconocida según Balzac – Amarica, 2. Februar 2006, Vitoria-Gasteiz, Baskenland

2005
1. Haus der Kulturen der Welt Berlin – Terminal 1 -Videoinstallation von Tim White-Sobieski mit Musik von Brian Eno
2. Centro d’Arti e Ricerche Multimediali Applicate – Tim White Sobieski – Terminal at last
3. ART AT ADLER, Closer to Fall – Video art of the New Yorker Tim White-Sobieski in the Schwarzer Adler Kitzbuehel
4. Abel H. Pozuelo: Tim White juventud y espectáculo – El Cultural, Madrid (Spanien)
5. Anka Hartenstein: Die Ausstellungen „Eurostar“ und „Video unplugged“, portalkunstgeschichte.de
6. Katharina Klara Jung: rewind – Ausstellungskatalog, Nassauischer Kunstverein, Wiesbaden
7. MDR ViaEuropa (Mitteldeutscher Rundfunk) Brückenpark im Licht
8. Radescu, Eugen: identity_factories ArtPhoto Image Festivalkatalog

2004
1. Bewegte Kunst zum Abheben – Der Videokünstler Tim White – Salzburger Volkszeitung Nr. 109, Salzburg (Österreich)
2. Fleur-Christine Swoboda: Love, Love, Love – Kunst rund um die Liebe, Weltkunst (Heft 8)
3. Grace Glueck: Work That Is Performed, But Isn’t Performance Art – Don’t Call It Performance, ART REVIEW (Late Edition)
4. Invideo- Filmfestival-Katalog, Meiland (Italien)
5. No lo llames performance / Don’t Call it Performance – Ausstellungskatalog von Domus Artium 2002 (DA2), Salamanca und El Museo del Barrio, New York, mit Artikeln von Julián Zugazagoitia, Javier Panera, Paco Barragán, Coco Fusco und Roselee Goldberg
6. 57. Filmfest Locarno, Festivalkatalog
7. Love – from Pop bis Contemporary – Spectacle, Salzburg (Österreich)
8. Macnab, Geoffrey: A peek into the secret corner of the human mind, Pardo News
9. Transitions – Tim White (New York) – Ausstellung Video- & Fotokunst in Salzburg – KunstMarkt
10. Magro, Cristina: El Da2 acoge lamuestra videográfica de White – El Adelanto, Salamanca (Spanien)
11. E.H.A.: El Da2 acoge laprimera exposición importante de Tim White en España – La Gaceta, Salamanca (Spanien)
12. Juan Ramón Barbancho: VideoArte: Actualidad y cuestionamiento, Clone Magazin No. 6, Sevilla (Spanien)

2003
1. Björn Gottstein: Übergewicht der Klangkunst – Die tageszeitung, Berlin, 13. September 2003
2. Transitions – Tim White – Video- & Fotokunst bei Artmosphere Wien – Österreich-Journal Wien (Österreich)
3. Altman, Dana: Tim White – VideoArt – FOTO Magazine
4. Transitions – Video- und Fotokunst, Vernissage – Zeitschrift für Kunst
5. Tim White: Transitions – Video- und Fotokunst, Vienna Online
6. Barragán, Paco: Don’t Call it Performance, Ausstellungsbroschüre, Museo Nacional Centro de Arte Reina Sofía, Madrid (Spanien)
7. California Film Institute – Mill Valley Filmfestival-Katalog (Ausgabe 26)
8. César Torrellas Rubio: Terminal, Ausstellungskatalog, Museo de Bellas Artes de Santander (Spanien)
9. Balbona, Guilermo: El proyecto „Terminal“ de Tim White abre una nueva etapa en el Museo, El Dario Montañés, Santander (Spanien)
10. Christoph Metzger und die Akademie der Künste (Berlin) (Hrsg.): Conceptualisms – Katalog/Buch, Pfau-Verlag Saarbrücken
11. Miguel Fernandez-Cid: Pegadas de Luz (Traces of Light) Ausstellungskatalog, Centro Galego de Arte Contemporanea, A Coruña (Spanien)
12. Michelle Kasprzak: The dream of aviation, glowlab.blogs.com
13. Maria Garcia Yelo, Maria: Una muestra de altos vuelos – Tim White – Cultural (No. 595), Madrid (Spanien)
14. Prag Biennale, Katalog, Prag (Tschechien)
15. PHotoEspaña, Katalog, Madrid (Spanien)
16. Laurence Dreyfus: Kinematics: New Languages; Digital Video Art, Ausstellungskatalog
17. TIM WHITE: TERMINAL, Ausstellungskatalog, Editorial: Museo de Bellas Artes Santander (Spanien), Edición: 1ª; Fecha Edición: 2003 ISBN 84-88285-53-1
18. Tim White: TERMINAL, Ausstellungskatalog, Veröffentlicht von der Pilar-Parra-Galarie, 2003, ISBN 0-9676171-4-6.